# Reuben Goodstein
Reuben Louis Goodstein (15 de desembre de 1912, Londres - 8 de març de 1985 a Leicester) va ser un matemàtic  anglès amb un fort interès per la filosofia i ensenyament de matemàtiques.
Quan era nen, va assistir a la St. Paul's School de Londres. Va obtenir el seu màster a la Universitat de Cambridge. Després d'això, va treballar en la Universitat de Reading, però en última instància, va passar la major part de la seva carrera acadèmica a la Universitat de Leicester. Va obtenir el seu doctorat a la Universitat de Londres el 1946, mentre que encara treballa com a professor lector. Goodstein també va estudiar amb Ludwig Wittgenstein i John Edensor Littlewood.
Ha publicat nombroses obres sobre finitisme i la reconstrucció d'una anàlisi des d'una perspectiva finitista, per exemple, "El formalisme constructiu. Assaigs sobre els fonaments de les matemàtiques". El teorema de Goodstein va ser un dels primers exemples de teoremes a ser impossible de provar en l'aritmètica de Peano, però demostrable en  sistemes lògics més potents (per exemple l'aritmètica de segon ordre). També va introduir una variant de la funció d'Ackermann que ara es coneix com a seqüència hiperoperació, juntament amb la convenció de nomenclatura utilitzada per a aquestes operacions (tetració, pentació, etc.)